# Campeonato Croata de Futebol de 2019–20
O Campeonato Croata de Futebol de 2019–20 (oficialmente Hrvatski telekom Prva liga por motivos de patrocínio) foi a 29ª temporada da primeira divisão do futebol croata, que é o campeonato nacional de equipes masculinas de futebol na Croácia, desde a sua criação em 1992. A temporada regular começou em 19 de julho de 2019 e terminou em 25 de julho de 2020. O Dínamo Zagreb sagrou-se campeão de forma antecipada na 30° rodada.
Em 12 de março de 2020, a Federação Croata de Futebol suspendeu todas as atividades relacionadas ao futebol no país em todas as divisões devido à pandemia de COVID-19. Em um primeiro momento a suspensão se daria até 31 de março de 2020, mas ela foi prorrogada, primeiramente até 30 de maio e depois até 6 de junho.

## Regulamento
A liga foi disputada por 10 equipes. Cada time joga em casa e fora contra todos os outros times da liga duas vezes, totalizando 36 partidas disputadas, dividos em dois turnos de 18 jogos.
Caso dois (ou mais clubes terminassem o certame empatados em pontos, o primeiro critério de desempate era o de confrontos diretos entre as equipes envolvidas. Persistindo o empate, tomava-se o número de vitórias.
Ao final do campeonato, o campeão e vice se classificaram às fases preliminares da Liga dos Campeões enquanto que terceiro, quarto e quinto colocados entraram nas fases preliminares da Liga Europa.
Na outra ponta da tabela, o último colocado (10ª posição) foi rebaixado à Druga Liga. O penúltimo (9º colocado) disputou uma repescagem contra o vice-campeão da segunda divisão em partidas de ida e volta para que se decida a última vaga no certame do ano que vem. O campeão da segunda divisão foi promovido diretamente à primeira divisão na temporada seguinte.

## Equipes

### Rebaixado e promovido da temporada anterior
| Pos. | Rebaixado da 1. HNL de 2018-19 |
| ---- | ------------------------------ |
| 10º  | Rudeš                          |

| Pos. | Promovido da 2. HNL de 2018-19 |
| ---- | ------------------------------ |
| 1º   | Varaždin                       |

Em 23 de abril de 2019, a Federação Croata de Futebol anunciou que a primeira etapa do processo de licenciamento para a temporada 2019-20 estava completa. Para o campeonato de 2019-20, nove dos dez clubes receberam uma licença top level: Dínamo Zagreb, Gorica, Hajduk Split, Inter Zaprešić, Istra 1961, Osijek, Rijeka, Slaven Belupo e Varaždin. Todos esses clubes, exceto Varaždin, também receberam uma licença para participar de competições da UEFA. Na segunda fase de licenciamento, os que não foram licenciados na primeira fase podem recorrer da decisão.
As seguintes equipes garantiram matematicamente o seu lugar na Prva HNL 2019-20.

### Estádios e localização
| Dinamo Zagreb            | Gorica                        | Hajduk Split       | Inter Zaprešić          | Istra 1961           |
| ------------------------ | ----------------------------- | ------------------ | ----------------------- | -------------------- |
| Estádio Maksimir         | Gradski stadion Velika Gorica | Estádio Poljud     | Stadion ŠRC Zaprešić    | Stadion Aldo Drosina |
| Capacidade: 35.123       | Capacidade: 5.000             | Capacidade: 34.198 | Capacidade: 5.228       | Capacidade: 9.800    |
|                          |                               |                    |                         |                      |
| Lokomotiva               | Osijek                        | Rijeka             | Slaven Belupo           | Varaždin             |
| Stadion Anđelko Herjavec | Stadion Gradski vrt           | Stadion Rujevica   | Stadion Ivan Kušek-Apaš | Stadion Varteks      |
| Capacidade: 8.850        | Capacidade: 17.061            | Capacidade: 8.279  | Capacidade: 3.205       | Capacidade: 8.818    |
|                          |                               |                    |                         |                      |

| Time           | Cidade        | Estádio                       | Capacidade | Ref.   |
| -------------- | ------------- | ----------------------------- | ---------- | ------ |
| Dinamo Zagreb  | Zagreb        | Maksimir                      | 35.423     | [ 6 ]  |
| Gorica         | Velika Gorica | Gradski stadion Velika Gorica | 5.000      | [ 6 ]  |
| Hajduk Split   | Split         | Poljud                        | 34.198     | [ 7 ]  |
| Inter Zaprešić | Zaprešić      | Stadion ŠRC Zaprešić          | 5.228      | [ 8 ]  |
| Istra 1961     | Pula          | Stadion Aldo Drosina          | 9.800      | [ 9 ]  |
| Lokomotiva     | Zagreb        | Kranjčevićeva1                | 8.850      | [ 10 ] |
| Osijek         | Osijek        | Gradski vrt                   | 17.061     | [ 11 ] |
| Rijeka         | Rijeka        | Rujevica                      | 8.279      | [ 12 ] |
| Slaven Belupo  | Koprivnica    | Stadion Ivan Kušek-Apaš       | 3.205      | [ 13 ] |
| Varaždin       | Varaždin      | Stadion Varteks               | 8.818      | [ 14 ] |

- 1 O Lokomotiva manda seus jogos no Stadion Kranjčevićeva já que seu próprio campo não foi aprovado para uma licença top level de futebol. O estádio que ele usa é de propriedade do time da terceira divisão NK Zagreb.

### Equipes por condado
| # | Condados da Croácia   | Número de times | Clube(s)                  |
| - | --------------------- | --------------- | ------------------------- |
| 1 | Cidade de Zagreb      | 2               | Dinamo Zagreb, Lokomotiva |
| 2 | Condado de Zagreb     | 2               | Gorica, Inter Zaprešić    |
| 3 | Ístria                | 1               | Istra 1961                |
| 3 | Koprivnica-Križevci   | 1               | Slaven Belupo             |
| 3 | Osijek-Baranja        | 1               | Osijek                    |
| 3 | Primorje-Gorski Kotar | 1               | Rijeka                    |
| 3 | Split-Dalmácia        | 1               | Hajduk Split              |
| 3 | Condado de Varaždin   | 1               | Varaždin                  |

### Pessoal e kits
| Clube          | Treinador          | Capitão            | Material esportivo | Patrocinador(es)     |
| -------------- | ------------------ | ------------------ | ------------------ | -------------------- |
| Dinamo Zagreb  | Zoran Mamić        | Arijan Ademi       | Adidas             | Lana grupa           |
| Gorica         | Valdas Dambrauskas | Kristijan Kahlina  | Alpas              | JAF J.u.A. Frischeis |
| Hajduk Split   | Igor Tudor         | Josip Juranović    | Macron             | Tommy                |
| Inter Zaprešić | Tomislav Ivković   | Tomislav Mazalović | Joma               | B2 Assets            |
| Istra 1961     | Ivan Prelec        | Marin Grujević     | Kelme              | Croatia Osiguranje   |
| Lokomotiva     | Goran Tomić        | Fran Karačić       | Nike               | Crodux               |
| Osijek         | Ivica Kulešević    | Mile Škorić        | Nike               | DOBRO                |
| Rijeka         | Simon Rožman       | Alexander Gorgon   | Joma               | Sava Osiguranje      |
| Slaven Belupo  | Tomislav Stipić    | Mateas Delić       | Adidas             | Belupo               |
| Varaždin       | Samir Toplak       | Dario Jertec       | Legea              | TOKIĆ                |

### Mudanças de treinador
| Time           | Técnico que saiu | Forma de saída      | Data da saída           | Substituído por    | Date da contratação     | Posição na tabela |
| -------------- | ---------------- | ------------------- | ----------------------- | ------------------ | ----------------------- | ----------------- |
| Istra 1961     | Igor Cvitanović  | Demitido            | 11 de junho de 2019     | Ivan Prelec        | 15 de junho de 2019     | Pré-temporada     |
| Varaždin       | Branko Karačić   | Término de contrato | 17 de junho de 2019     | Borimir Perković   | 22 de junho de 2019     | Pré-temporada     |
| Hajduk Split   | Siniša Oreščanin | Demitido            | 19 de julho de 2019     | Damir Burić        | 20 de julho de 2019     | Pré-temporada     |
| Osijek         | Dino Skender     | Demitido            | 21 de setembro de 2019  | Ivica Kulešević    | 22 de setembro de 2019  | Quarto            |
| Rijeka         | Igor Bišćan      | Pediu demissão      | 22 de setembro de 2019  | Simon Rožman       | 23 de setembro de 2019  | Terceiro          |
| Slaven Belupo  | Ivica Sertić     | Acordo mútuo        | 7 de outubro de 2019    | Tomislav Stipić    | 8 de outubro de 2019    | Oitavo            |
| Varaždin       | Borimir Perković | Demitido            | 8 de outubro de 2019    | Luka Bonačić       | 9 de outubro de 2019    | Décimo            |
| Hajduk Split   | Damir Burić      | Acordo mútuo        | 19 de dezembro de 2019  | Igor Tudor         | 23 de dezembro de 2019  | Segundo           |
| Inter Zaprešić | Samir Toplak     | Demitido            | 4 de janeiro de 2020    | Željko Petrović    | 4 de janeiro de 2020    | Oitavo            |
| Varaždin       | Luka Bonačić     | Demitido            | 8 de fevereiro de 2020  | Samir Toplak       | 10 de fevereiro de 2020 | Décimo            |
| Gorica         | Sergej Jakirović | Demitido            | 24 de fevereiro de 2020 | Valdas Dambrauskas | 25 de fevereiro de 2020 | Sexto             |
| Inter Zaprešić | Željko Petrović  | Demitido            | 10 de abril de 2020     | Tomislav Ivković   | 20 de abril de 2020     | Nono              |
| Dinamo Zagreb  | Nenad Bjelica    | Demitido            | 16 de abril de 2020     | Igor Jovićević     | 22 de abril de 2020     | Primeiro          |
| Dinamo Zagreb  | Igor Jovićević   | Demitido            | 6 de julho de 2020      | Zoran Mamić        | 7 de julho de 2020      | Primeiro          |

## Classificação
Atualizado em 27 de julho de 2020
| #   | Time           | Jogos | Vitórias | Empates | Derrotas | GP-GC | Pontos | Classificação ou rebaixamento                       |
| 1.  | Dinamo Zagreb  | 36    | 25       | 5       | 6        | 62-20 | 80     | Classificado à segunda rodada da Liga dos Campeões  |
| 2.  | Lokomotiva     | 36    | 19       | 8       | 9        | 57-38 | 65     | Classificado à segunda rodada da Liga dos Campeões  |
| 3.  | Rijeka         | 36    | 19       | 7       | 10       | 58-42 | 64     | Classificado à terceira rodada da Liga dos Campeões |
| 4.  | Osijek         | 36    | 17       | 11      | 7        | 47-29 | 62     | Classificado à segunda rodada da Liga Europa        |
| 5.  | Hajduk Split   | 36    | 18       | 6       | 12       | 60-41 | 60     | Classificado à segunda rodada da Liga Europa        |
| 6.  | Gorica         | 36    | 12       | 13      | 11       | 44-48 | 49     |                                                     |
| 7.  | Slaven Belupo  | 36    | 10       | 9       | 17       | 34-51 | 39     |                                                     |
| 8.  | Varaždin       | 36    | 9        | 9       | 18       | 29-50 | 36     |                                                     |
| 9.  | Istra 1961     | 36    | 5        | 10      | 21       | 27-59 | 25     | Repescagem contra o vice da 2. HNL                  |
| 10. | Inter Zaprešić | 36    | 3        | 8       | 25       | 32-72 | 17     | Rebaixado para a 2. HNL                             |

## Desempenho por rodada
Atualizado em 27 de julho de 2020

Clubes que lideraram o campeonato ao final de cada rodada:
| Rodadas | Rodadas | Rodadas | Rodadas | Rodadas | Rodadas | Rodadas | Rodadas | Rodadas | Rodadas | Rodadas | Rodadas | Rodadas | Rodadas | Rodadas | Rodadas | Rodadas | Rodadas | Rodadas | Rodadas | Rodadas | Rodadas | Rodadas | Rodadas | Rodadas | Rodadas | Rodadas | Rodadas | Rodadas | Rodadas | Rodadas | Rodadas | Rodadas | Rodadas | Rodadas | Rodadas | Rodadas | Rodadas |
| ------- | ------- | ------- | ------- | ------- | ------- | ------- | ------- | ------- | ------- | ------- | ------- | ------- | ------- | ------- | ------- | ------- | ------- | ------- | ------- | ------- | ------- | ------- | ------- | ------- | ------- | ------- | ------- | ------- | ------- | ------- | ------- | ------- | ------- | ------- | ------- | ------- | ------- |
| 1       | 2       | 3       | 4       | 5       | 6       | 7       | 8       | 9       | 10      | 11      | 12      | 13      | 14      | 15      | 16      | 17      | 18      | 19      | 20      | 21      | 22      | 23      | 24      | 25      | 26      | 27      | 28      | 29      | 30      | 31      | 32      | 33      | 34      | 35      | 36      |         |         |
| DIN     | DIN     | DIN     | DIN     | DIN     | DIN     | HAJ     | HAJ     | HAJ     | HAJ     | HAJ     | DIN\|}  | DIN\|}  | DIN\|}  | DIN\|}  | DIN\|}  | DIN\|}  | DIN\|}  | DIN\|}  | DIN\|}  | DIN\|}  | DIN\|}  | DIN\|}  | DIN\|}  | DIN\|}  | DIN\|}  | DIN\|}  | DIN\|}  | DIN\|}  | DIN\|}  | DIN\|}  | DIN\|}  | DIN\|}  | DIN\|}  | DIN\|}  | DIN\|}  | DIN\|}  |         |

Clubes que ficaram na última posição do campeonato ao final de cada rodada:
| 1   | 2   | 3   | 4   | 5   | 6   | 7   | 8   | 9   | 10  | 11  | 12  | 13  | 14  | 15  | 16  | 17  | 18  | 19  | 20  | 21  | 22  | 23  | 24  | 25  | 26  | 27  | 28  | 29  | 30  | 31  | 32  | 33  | 34  | 35  | 36  |
| LOK | SLA | LOK | VAR | INT | INT | VAR | VAR | INT | INT | VAR | INT | SLA | VAR | VAR | VAR | INT | INT | VAR | VAR | VAR | VAR | VAR | VAR | VAR | VAR | VAR | INT | INT | INT | INT | INT | INT | INT | INT | INT |

## Confrontos
| Mandante \ Visitante | DIN | GOR | HAJ | INT | IST | LOK | OSI | RIJ | SLA | VAR |
| -------------------- | --- | --- | --- | --- | --- | --- | --- | --- | --- | --- |
| Dinamo Zagreb        | —   | 3–1 | 1–1 | 1–0 | 1–0 | 3–0 | 1–0 | 3–0 | 1–0 | 1–0 |
| Gorica               | 2–4 | —   | 2–1 | 1–1 | 1–1 | 0–0 | 3–1 | 2–0 | 2–0 | 1–0 |
| Hajduk Split         | 1–0 | 3–0 | —   | 3–1 | 2–0 | 3–0 | 3–2 | 0–4 | 2–0 | 2–0 |
| Inter Zaprešić       | 1–2 | 0–2 | 1–1 | —   | 0–2 | 1–2 | 3–3 | 1–4 | 3–1 | 2–2 |
| Istra 1961           | 1–2 | 2–2 | 1–1 | 2–2 | —   | 0–2 | 0–0 | 0–3 | 2–3 | 3–1 |
| Lokomotiva           | 0–4 | 4–0 | 0–0 | 3–1 | 4–1 | —   | 2–1 | 0–1 | 6–1 | 2–1 |
| Osijek               | 0–0 | 2–1 | 1–0 | 3–1 | 1–0 | 4–0 | —   | 3–2 | 2–0 | 2–2 |
| Rijeka               | 0–5 | 1–2 | 1–1 | 1–1 | 2–0 | 1–1 | 1–1 | —   | 3–1 | 2–1 |
| Slaven Belupo        | 0–3 | 2–0 | 2–1 | 3–0 | 0–0 | 1–0 | 0–4 | 1–2 | —   | 1–1 |
| Varaždin             | 1–0 | 1–3 | 0–3 | 0–1 | 1–0 | 1–1 | 1–1 | 0–2 | 0–0 | —   |

| Mandante \ Visitante | DIN | GOR | HAJ | INT | IST | LOK | OSI | RIJ | SLA | VAR |
| -------------------- | --- | --- | --- | --- | --- | --- | --- | --- | --- | --- |
| Dinamo Zagreb        | —   | 2–0 | 2–3 | 3–2 | 2–0 | 1–0 | 0–0 | 4–0 | 3–2 | 2–0 |
| Gorica               | 0–0 | —   | 3–1 | 1–1 | 3–0 | 1–3 | 0–0 | 0–0 | 0–0 | 0–1 |
| Hajduk Split         | 0–2 | 6–0 | —   | 2–1 | 2–1 | 1–0 | 0–1 | 2–3 | 2–1 | 2–3 |
| Inter Zaprešić       | 0–1 | 0–3 | 1–4 | —   | 2–0 | 0–2 | 0–1 | 0–1 | 0–2 | 1–2 |
| Istra 1961           | 0–0 | 2–2 | 0–1 | 2–0 | —   | 1–1 | 1–0 | 1–3 | 1–1 | 1–0 |
| Lokomotiva           | 1–0 | 1–1 | 3–2 | 3–1 | 2–0 | —   | 0–1 | 2–1 | 3–0 | 2–0 |
| Osijek               | 1–0 | 2–1 | 0–0 | 1–1 | 2–0 | 1–2 | —   | 1–0 | 3–2 | 2–0 |
| Rijeka               | 2–0 | 1–2 | 2–0 | 4–1 | 4–2 | 2–2 | 1–0 | —   | 1–0 | 3–1 |
| Slaven Belupo        | 0–2 | 0–0 | 2–1 | 3–1 | 3–0 | 1–1 | 0–0 | 1–0 | —   | 0–0 |
| Varaždin             | 1–3 | 2–2 | 0–3 | 1–0 | 3–0 | 0–2 | 1–0 | 0–0 | 1–0 | —   |

## Rebaixamento e repescagem
O Inter Zaprešić acabou na última posição e foi despromovido à segunda divisão croata. O Šibenik por sua vez foi declarado vencedor da 2. HNL (campeonato não foi finalizado como o planejado por conta da pandemia de COVID-19) e ascendeu diretamente à primeira divisão na próxima seguinte.
A repescagem, que valia a última vaga na primeira divisão, foi jogada entre Istra 1961 (penúltimo na 1. HNL) e Orijent (segundo na 2. HNL). O Istra 1961 disputou a repescagem pela terceira temporada consecutiva - um recorde no futebol croata. Os jogos foram, pela ordem:
Jogo de ida
| 3 de agosto   | Orijent | 0 – 3     | Istra 1961                     | Stadion Krimeja, Rijeka                     |
| 20:00 (UTC+2) |         | Relatório | Gržan 8', 64' · Maganjić 90+3' | Público: Sem expectadores Árbitro: F. Jović |

Jogo de volta
| 5 de agosto   | Istra 1961 | 0 – 1     | Orijent    | Stadion Aldo Drosina, Pula                  |
| 20:00 (UTC+2) |            | Relatório | Iličić 49' | Público: Sem expectadores Árbitro: I. Pajac |

## Estatísticas

### Artilheiros
Atualizado em 27 de julho de 2020
A artilharia da competição terminou dividida entre três jogadores. Mirko Marić liderou a tábua de artilheiros durante todo o certame, mas na última rodada, graças a dois resultados mais largos, Mijo Caktaš (anotou dois gols na última partida de sua equipe) e Antonio Čolak (marcou 4 vezes contra o Istra 1961, também no último jogo, lograram empatar na artilharia do campeonato, todos com 20 gols
| Pos. | Jogador          | Equipe        | Gols |
| ---- | ---------------- | ------------- | ---- |
| 1    | Antonio Čolak    | Rijeka        | 20   |
| 1    | Mijo Caktaš      | Hajduk Split  | 20   |
| 1    | Mirko Marić      | Osijek        | 20   |
| 4    | Kristijan Lovrić | Gorica        | 14   |
| 5    | Mislav Oršić     | Dinamo Zagreb | 13   |
| 6    | Ivan Krstanović  | Slaven Belupo | 12   |
| 7    | Emem Eduok       | Hajduk Split  | 11   |
| 7    | Lirim Kastrati   | Lokomotiva    | 11   |
| 7    | Marko Tolić      | Lokomotiva    | 11   |
| 10   | Damian Kądzior   | Dinamo Zagreb | 10   |

### Hat-tricks
| Jogador          | Por           | Contra     | Resultado | Data                   | Rodada |
| ---------------- | ------------- | ---------- | --------- | ---------------------- | ------ |
| Mario Ćuže       | Istra 1961    | Varaždin   | 3–1       | 3 de agosto de 2019    | 3ª     |
| Kristijan Lovrić | Gorica        | Varaždin   | 1–3       | 1 de setembro de 2019  | 7ª     |
| Mislav Oršić     | Dinamo Zagreb | Gorica     | 2–4       | 18 de outubro de 2019  | 12ª    |
| Mislav Oršić     | Dinamo Zagreb | Rijeka     | 0–5       | 10 de novembro de 2019 | 15ª    |
| Antonio Čolak✝   | Rijeka        | Istra 1961 | 4–2       | 25 de julho de 2020    | 36ª    |

✝ = Anotou quatro gols